# سیارک ۳۲۲۶۷
سیارک ۳۲۲۶۷ (به انگلیسی: 32267 Hermannweyl، نامگذاری:2000PS1) سی و دو هزار و دویست و شصت و هفتمین سیارک کشف شده‌است که در ۱ اوت ۲۰۰۰ کشف شد.